# Llet Nostra
Llet Nostra es la marca comercial de la empresa Llet Nostra Alimentària, SL, una empresa dedicada a la explotación láctea que tiene su sede en Barcelona. Comercializa la leche bajo el lema "la llet de cooperatives catalanes" y representa el 28% de los ganaderos catalanes y cerca del 21% de la leche producida en Cataluña.

## Historia
El 2003 el Grupo Pascual y otras empresas españolas dejaron de comprar leche a los fabricantes catalanes, hecho que generó unos excedentes de producción muy grandes entre los productores, puesto que no había otras empresas distribuidoras de leche en Cataluña. Así nació el proyecto Llet Nostra, impulsado por Xavier Tubert y otros empresarios en el año 2003. Como paso previo, acordaron crear una nueva cooperativa de segundo grado que reuniera en su seno las distintas cooperativas ganaderas que representaban el 28% de los ganaderos catalanes, con el fin de evitar a los intermediarios, que se llevaban la mayor parte de los beneficios obtenidos. Inicialmente daba servicio a 215 explotaciones ganaderas.
En 2014 se nombra como nuevo presidente de Llet Nostra, a Jordi Riembau. 
Actualmente, Ramaders del Baix Empordà SCCL y Cooperativa Lletera del Cadí, SCCL, son socias mayoritarias y propietarias de la marca. 
Los productos que comercializa actualmente son leche (entera, desnatada y semidesnatada) en formato bric y botella, flanes y crema catalana, yogures ecológicos y una línea de yogures básicos.

## Cooperativas
Llet Nostra Alimentària SL tiene como accionistas mayoritarios a los socios cooperativistas ganaderos de Cataluña, agrupados en dos cooperativas de primer grado, que son las siguientes:
- Cooperativa Lletera del Cadí, SCCL (Seo de Urgel - Alto Urgel)

- Ramaders del Baix Empordà, SCCL (La Bisbal del Ampurdán - Bajo Ampurdán)